# Soins ambulatoires forcés
 (mars 2022).
La mise en forme du texte ne suit pas les recommandations de Wikipédia : il faut le « wikifier ».
Les points d'amélioration suivants sont les cas les plus fréquents. Le détail des points à revoir est peut-être précisé sur la page de discussion.
- Les titres sont pré-formatés par le logiciel. Ils ne sont ni en capitales, ni en gras.
- Le texte ne doit pas être écrit en capitales (les noms de famille non plus), ni en gras, ni en italique, ni en « petit »…
- Le gras n'est utilisé que pour surligner le titre de l'article dans l'introduction, une seule fois.
- L'italique est rarement utilisé : mots en langue étrangère, titres d'œuvres, noms de bateaux, etc.
- Les citations ne sont pas en italique mais en corps de texte normal. Elles sont entourées par des guillemets français : « et ».
- Les listes à puces sont à éviter, des paragraphes rédigés étant largement préférés. Les tableaux sont à réserver à la présentation de données structurées (résultats, etc.).
- Les appels de note de bas de page (petits chiffres en exposant, introduits par l'outil «  Source ») sont à placer entre la fin de phrase et le point final[comme ça].
- Les liens internes (vers d'autres articles de Wikipédia) sont à choisir avec parcimonie. Créez des liens vers des articles approfondissant le sujet. Les termes génériques sans rapport avec le sujet sont à éviter, ainsi que les répétitions de liens vers un même terme.
- Les liens externes sont à placer uniquement dans une section « Liens externes », à la fin de l'article. Ces liens sont à choisir avec parcimonie suivant les règles définies. Si un lien sert de source à l'article, son insertion dans le texte est à faire par les notes de bas de page.
- La présentation des références doit suivre les conventions bibliographiques. Il est recommandé d'utiliser les modèles {{Ouvrage}}, {{Chapitre}}, {{Article}}, {{Lien web}} et/ou {{Bibliographie}}. Le mode d'édition visuel peut mettre en forme automatiquement les références.
- Insérer une infobox (cadre d'informations à droite) n'est pas obligatoire pour parachever la mise en page.

Pour une aide détaillée, merci de consulter Aide:Wikification.
Si vous pensez que ces points ont été résolus, vous pouvez retirer ce bandeau et améliorer la mise en forme d'un autre article.
Les soins ambulatoires forcés référent à des décisions juridiques prises sur l'avis d'un psychiatre, obligeant à des traitements forcés d'une personne vivant à son domicile et non détenue dans un hôpital comme dans le cas d'un internement involontaire.
La personne peut faire l'objet d'un rappel à l'hôpital, et de médication forcée, si les conditions de l'ordonnance ne sont pas respectées. Cela signifie généralement de prendre des médicaments psychiatriques selon les directives et d'assister à des rendez-vous avec un professionnel de la santé mentale, voire de ne pas prendre de drogues illicites ou sans ordonnance.

### Canada

Mise en œuvre des CTO au Canada (2013)

## Mise en œuvre

### France
Les « programmes de soins » sont renouvelés tous les mois. Ils ont été introduits sous la présidence de Nicolas Sarkozy. Les personnes concernées (42 000 personnes en 2018) sont inscrites sur un fichier national accessible par la police, même si elles ne sont pas soupçonnées d'avoir enfreint la loi.

### Luxembourg
Les patients peuvent être rappelés s'ils ne respectent pas des conditions fixés par un psychiatre, jusqu'à 3 mois après avoir été libérés d'un internement involontaire.